# Station Torino Porta Nuova
Treinstation Turijn Porta Nuova (Italiaans: Stazione di Torino Porta Nuova) is het hoofdtreinstation van Turijn, de hoofdstad van Piëmont en (qua aantal inwoners) tweede stad van Noord-Italië. Het is het derde drukste station in Italië in passagierscijfers na Roma Termini en Milano Centrale, met ongeveer 192.000 aankomende of vertrekkende reizigers per dag en 70 miljoen reizigers per jaar, en een totaal van ongeveer 350 treinen per dag. Porta Nuova is een kopstation, met treinen die loodrecht op de gevel aankomen. Het station ligt aan de Corso Vittorio Emanuele II, recht tegenover Piazza Carlo Felice (aan de zuidkant van het stadscentrum).
Treinen tussen Turijn en Milaan vertrekken of komen aan in het station, inclusief deze op de hogesnelheidslijn Turijn-Milaan. Een metrostation, dat bediend wordt door lijn 1 van de metro van Turijn (Metropolitana di Torino) lijn 1, werd in 2007 in gebruik genomen onder het stationsgebouw.
In Turijn is een tweede station aan de westelijke rand van het centrum, Torino Porta Susa dat sinds 2013 gebruikt wordt als stopplaats voor een aantal hogesnelheidstreinen. De hogesnelheidstrein richting Milaan rijdt na de bediening van Porta Susa nog steeds door tot Porta Nuova dat de terminus blijft.